# 李碧華 (歌手)
李碧華（1961年12月12日—），生于台北，女，台灣歌手。她因清新的純樸形象，於1980年代中期的後校園民歌時代，取得一定歌壇地位。

## 簡介
畢業於復興商工美工科的李碧華，代表作包括：《心雨》、《浮水印》、《神話》、《我用思念包裝我的心》、《讓我看看愛情的樣子》、《你熟悉的世界多了一個我》、《分手》、《恍然明白》、《將心比心》等。1994年和台商結婚，育有1女1子。婚後就淡出歌壇，不再復出。
1981年2月，在台灣以《聚也依依散也依依》專輯出道，當時的李碧華才剛從復興商工畢業，因此被台灣唱片界以校園歌手形象作為促銷專輯的宣傳。在此專輯中，李碧華與同時期的校園歌手羅吉鎮合唱的《神話》一曲，首開校園歌曲男女對唱新曲風，至今於台灣仍為知名男女合唱曲。
1984年10月的《浮水印》專輯則為李碧華之代表作（銷售超過20萬張），並因此專輯與林慧萍、楊林及金瑞瑤齊名。之後，她則沿襲此溫柔古典風造型獲得一定唱片成績，並於1987年之《心雨》專輯再度獲得歌壇重視。除此，在期間翻唱國語也有一定回響。1998年，李碧華退出歌壇前，則共有灌錄數十張專輯。

## 音樂作品

### 音樂專輯
| 發行日期       | 專輯名稱                       | 唱片公司              | 備註     | 曲目 |
| -------------- | ------------------------------ | --------------------- | -------- | --- |
| 1980年         | 民謠風(合輯)                   | 海山                  |          | 曲目 1. 恰似你的温柔 （蔡琴） 2. 迎着风迎着雨 （苏来、吴贞慧） 3. 我居住的地方 （苏来） 4. 知心友 （陈秀男、刘成章） 5. 我曾经来过 （蔡琴） 6. 俏姑娘 （小乌鸦合唱团） 7. 散步在清晨里 （卓琇琴、苏文良） 8. 露珠 （李碧华） 9. 唱 （吴贞慧） 10. 你的信 （李婕） 11. 云 （卓琇琴、何佳玲） |
| 1981年1月      | 聚也依依散也依依               | 海山                  |          | 曲目 1. 聚也依依散也依依 2. 生命來得巧‧旅行者 3. 兩次偶然 4. 牽念 5. 圈圈歌 6. 趙錢孫李‧旅行者 7. 聚散兩依依 8. 雲知道 9. 祈禱 10. 讓我的歌把你留住‧旅行者 11. 菟絲花 12. 月滿西樓 |
| 1981年         | 神話/夢的衣裳                  | 海山                  |          | 曲目 1. 夢的衣裳‧羅吉鎮 2. 神話‧羅吉鎮 vs李碧華 3. 她說她愛這個地方‧羅吉鎮 4. 迷離‧羅吉鎮 5. 木棉花開‧羅吉鎮 6. 小別秋雨‧羅吉鎮 7. 夢的衣裳‧李碧華 8. 水車‧羅吉鎮 vs李碧華 9. 一直一直‧李碧華 10. 遙寄相思‧李碧華 11. 鄰家的女孩‧李碧華 12. 有個早晨‧李碧華                                 |
| 1982年5月      | 牽著你的小手                   | 海山                  |          | 曲目 1. 牽著妳的小手 2. 是寂寞吧 ? 我想 3. 純潔的小百合 4. 匆匆聚首 5. 河水慢慢流 6. 午後的雷雨 7. 第一次接觸 8. 揮手再見 9. 湖邊少女 10. 春朝 11. 海韻 12. 快樂的我十七歲 |
| 1983年         | 歸雁                           | 海山                  |          | 曲目 1. 歸雁 2. 就是你 3. 我愛秋蓮 4. 雅美 5. 最長的一夜 6. 你不要哭 7. 有人告訴我 8. 當我哭泣 9. 探戈小黑貓 10. 流雲 11. 英雄保國疆 12. 情人的花雨傘 |
| 1984年         | 鄉土的呼喚                     | 海山                  |          | 曲目 1. 鄉土的呼喚 2. 流浪的港灣 3. 眼中的雨 4. 迷人的地方 5. 無言的情詩 6. 不怕搖撼 7. 柔 8. 為什麼你不明白 9. 洛水無痕 10. 深情不移 11. 追尋 12. 乘著旋律的風 |
| 1984年12月     | 浮水印                         | 鄉城                  |          | 曲目 1. 浮水印 2. 曾經 3. 無奈無言 4. 別走 ! 我的愛 5. 一種心情 6. 隕石 7. 無由 8. 愛的語言 9. 偶遇 10. 把窗打開 11. 交錯 12. 不能對我說謊 |
| 1985年8月      | 開卷詩                         | 鄉城                  |          | 曲目 1. 開卷詩 2. 去年的那首情歌 3. 還沒有 4. 適合流浪 5. 撥弦 6. 濃霧 7. 空 8. 再見秋天 9. 別哭啊 ! 弟弟 10. 讓我走吧 11. 陽關行 12. 不再擁有 |
| 1986年10月     | 歲歲月月年年                   | 鄉城                  |          | 曲目 1. 歲歲月月年年 2. 前奏以後 3. 換心的夜晚 4. 該不該再想你 5. 不再濕潤的眼眸 6. 落葉的悲傷 7. 別說你依然愛我 8. 留不住你的溫柔 9. 一些關心一點愛 10. 有聲音的一封信 11. 古典愛情 12. 歲歲月月年年 ( 音樂 )                                                                              |
| 1986年3月      | 告別/今夜                      | 鄉城                  |          | 曲目 1. 告別 2. 雨後的彩虹 3. 最後一封信 4. 早晨的迷霧 5. 我還是要告訴你 6. 別讓等候冷却 7. 今夜 8. 一季的圍繞 9. 不要回首 10. 點亮一種心情 11. 別說再見 12. 停止流浪 |
| 1986年12月     | 不朽名曲1-夢裡少年事           | 鄉城                  |          | 曲目 1. 在水一方 2. 歸人 3. 愛之旅 4. 純純的愛 5. 雲河 6. 我家在那裡 7. 碧城故事 8. 偶然 9. 一簾幽夢 10. 心有千千結 11. 奈何 12. 青青河畔草 |
| 1987年3月      | 不朽名曲2-夢與詩交響曲         | 鄉城                  |          | 曲目 1. 夢與詩 2. 海鷗飛處 3. 珊瑚戀 4. 情時多雲偶陣雨 5. 秋纏 6. 紅樓夢 7. 煙雨斜陽 8. 庭院深深 9. 祈禱 10. 你是否還記得 11. 秋詩篇篇 12. 我怎能離開你 |
| 1987年8月      | 心雨                           | 鄉城                  |          | 曲目 1. 心雨 2. 再上一次粧吧 ! 3. 夜夜心 4. 如果我說 5. 錯 6. 有緣 7. 風的翅膀 8. 回憶盒 9. 遇 10. 曾經有那一段歲月 |
| 1988年1月      | 煙花翠                         | 鄉城                  |          | 曲目 1. 煙花翠 2. 留夢詞 3. 愛的悲歌 4. 感動 5. 一個人想你 6. 莫忘我的愛 7. 在水一方 8. 是否能再見…多久以後 9. 像偶 10. 不要想太多 |
| 1988年12月     | 不朽名曲3-第三個夢             | 鄉城                  |          | 曲目 1. 水悠悠 2. 把愛埋在心窩 3. 愛的禮物 4. 月滿西樓 5. 楓葉情 6. 喝采 7. 我要對你說 8. 海韻 9. 流雲 10. 聚散倆依依 11. 落花情 12. 水仙 |
| 1989年         | 鄉土口唱文學1 - 思想起 (台語)  | 鄉城                  |          | 曲目 1. 思想起 2. 心酸酸 3. 六月茉莉 4. 港邊惜別 5. 雙雁影 6. 雨夜花 7. 思念故鄉 8. 南都夜曲 9. 孤戀花 10. 滿面春風 11. 阮不知啦 12. 相思海 |
| 1989年         | 鄉土口唱文學2 - 望你早歸(台語) | 鄉城                  |          | 曲目 1. 望你早歸 2. 黃昏再會 3. 姊妹愛 4. 白牡丹 5. 滿山春色 6. 秋怨 7. 恆春民謠 8. 補破網 9. 春風歌聲 10. 心茫茫 11. 望春風 12. 月夜嘆 |
| 1989年2月      | 我用思念包裝我的心             | 鄉城                  |          | 曲目 1. 網不住你的心 2. 我用思念包裝我的心 3. 原來 ! 記憶中一直有你 4. 送君莫讓征衣薄 5. 夢醒的時候 6. 溫柔珍藏版 7. 不要讓分別太久 8. 大地新娘 9. 紅色的康乃馨 10. 我用思念包裝我的心 (音樂)                                                                                               |
| 1989年5月      | 不朽名曲4-重溫舊夢             | 鄉城                  |          | 曲目 1. 跟我說愛我 2. 楓林小橋 3. 你那好冷的小手 4. 海上花 5. 我倆在一起 6. 溫情滿人間 7. 聚也依依散也依依 8. 神話 9. 再愛我一次 10. 下著小雨的湖畔 11. 愛是你愛是我 12. 芳草青又青 |
| 1990年1月      | 不朽名曲5-梦想时分             | 鄉城                  |          | 曲目 1. 再見‧我的愛 2. 離情 3. 祝你幸福 4. 寒星 5. 夢的衣裳 6. 未曾留下地址 7. 濛濛細雨憶當年 8. 千言萬語 9. 你可知道我愛誰 10. 月亮代表我的心 11. 小河彎彎 12. 水漣漪 |
| 1990年1月      | 等待                           | 虹／滾石              |          | 曲目 1. 你熟悉的世界多了一個我 2. 讓我看看愛情的樣子 3. 是否仍記得那首歌 4. 靠岸 5. 我是沒有人收留的夢 6. 憂鬱長巷 7. 仍在夢中徜徉 8. 情傷賦 9. 天使的秘密 10. 列車就要開 |
| 1991年4月      | 恍然明白                       | EMI                   |          | 曲目 1. 將心比心 2. 恍然明白 3. 我夢見你愛上別人 4. 都是為了等你 5. 後來 6. 綉花 7. 給你愛從不曾要你還 8. 邀夢 9. 不是我捨不得你 10. 讓我先離開你 |
| 1992年         | 温柔珍藏版1                    | 乡城                  | 精选集   | 曲目 1. 去年的那首情歌 2. 不再擁有 3. 心雨 4. 有緣 5. 浮水印 6. 無由 7. 別走！我的愛 8. 開卷詩 9. 把窗打開 10. 空 11. 還沒有 12. 溫柔的彩虹 13. 別說再見 14. 歲歲月月年年 15. 留不住你的溫柔                                                                                                |
| 1992年         | 温柔珍藏版2                    | 乡城                  | 精选集   | 曲目 1. 煙花翠 2. 留夢詞 3. 愛的悲歌 4. 感動 5. 一個人想你 6. 莫忘我的愛 7. 是否能再見面多久以後 8. 像偶 9. 不要想太多 10. 再上一次妝吧 11. 夜夜心 12. 風的翅膀 13. 回憶盒 14. 換心的夜晚 15. 最後一封信                                                                                    |
| 1992年         | 温柔珍藏版3                    | 乡城                  | 精选集   | 曲目 1. 網不住你的心 2. 我用思念包裝我的心 3. 原來記憶中一直有你 4. 送君莫讓征衣薄 5. 夢醒的時候 6. 溫柔珍藏版 7. 不要讓分別太久 8. 大地新娘 9. 紅色康乃馨 10. 別說你依然愛我 11. 前奏以後 12. 如果我說                                                                                     |
| 1992年2月25日  | 我對你好不好                   | 飛碟                  |          | 曲目 1. 心疼 2. 心頭上的針 3. 你的眉在我心頭打上了結 4. 把心縫起來 5. 分手紀念日 6. 我對你好不好 7. 我不該相信會哭的情人 8. 第二個情人 9. 誰要我選擇了你 10. 心是愛你的 |
| 1992年12月4日  | 分手                           | 飛碟                  |          | 曲目 1. 分手 2. 情人 3. 飛到夢裡親吻他 4. 永遠不相逢 5. 錯愛 6. 又怕說又想說 7. 交換心的人 8. 溺愛我的你 9. 習慣一個人 10. 放不下你還是放不下過去 |
| 1993年8月16日  | 牽引                           | 飛碟                  |          | 曲目 1. 牽引 2. 我的思念 3. 惜別 4. 相思 5. 想不盡的你 6. 三月裏的小雨 7. 第二道彩虹 8. 為何夢見他 9. 不一樣 10. 牽掛 |
| 1993年         | 旧爱新欢（上）-不说话的温柔    | 乡城                  | 精选集   | 曲目 1. 在乎不在乎 2. 一點關心一點愛 3. 古典愛情 4. 不再濕潤的眼眸 5. 落葉的悲傷 6. 錯 7. 曾經有那一段歲月 8. 讓我走吧 ! 9. 不說話的溫柔 10. 該不該再想你 11. 點亮一種心情 12. 停止流浪 13. 有聲音的一封信 14. 再見秋天 15. 偶遇 16. 陽關行                                                 |
| 1993年         | 旧爱新欢（下）-在我的眼中      | 乡城                  | 精选集   | 曲目 1. 在我的眼中 2. 告別 3. 早晨的迷霧 4. 我還是要告訴你 5. 曾經 6. 無奈無言 7. 濃霧 8. 不要回首 9. 今夜 10. 一季的圍繞 11. 別讓等候冷卻 12. 一種心情 13. 隕石 14. 交錯 15. 不能對我說謊 16. 撥弦                                                                                         |
| 1994年         | 回想曲-温柔珍藏18曲1           | 乡城                  | 精选集   | 曲目 1. 在水一方 2. 歸人 3. 愛之旅 4. 純純的愛 5. 雲河 6. 我家在那裡 7. 碧城故事 8. 青青河畔草 9. 夢與詩 10. 一簾幽夢 11. 心有千千結 12. 奈何 13. 偶然 14. 海鷗飛處 15. 珊瑚戀 16. 晴時多雲偶陣雨 17. 秋纏 18. 紅樓夢                                                                       |
| 1994年         | 回想曲-温柔珍藏18曲2           | 乡城                  | 精选集   | 曲目 1. 庭院深深 2. 祈禱 3. 你是否還記得 4. 煙雨斜陽 5. 聚也依依散也依依 6. 我怎能離開你 7. 把愛埋在心窩 8. 月滿西樓 9. 聚散兩依依 10. 水悠悠 11. 我要對你說 12. 海韻 13. 水仙 14. 秋詩篇篇 15. 下著小雨的湖畔 16. 芳草青又青 17. 溫情滿人間 18. 我倆在一起                                 |
| 1994年         | 回想曲-温柔珍藏18曲3           | 乡城                  | 精选集   | 曲目 1. 庭院深深 2. 祈禱 3. 你是否還記得 4. 煙雨斜陽 5. 聚也依依散也依依 6. 我怎能離開你 7. 把愛埋在心窩 8. 月滿西樓 9. 聚散兩依依 10. 水悠悠 11. 我要對你說 12. 海韻 13. 水仙 14. 秋詩篇篇 15. 下著小雨的湖畔 16. 芳草青又青 17. 溫情滿人間 18. 我倆在一起                                 |
| 1994年5月30日  | 淚痕心事                       | 飛碟                  |          | 曲目 1. 淚痕 2. 我的世界 3. 話別 4. 情願孤獨 5. 女人的傷心 6. 心事 7. 情書 8. 說好不再哭 9. 別讓我們相見太晚 10. 你怕不怕愛上我 |
| 1995年5月04月  | 查某人親像水(台語)             | 飛碟                  |          | 曲目 1. 查某人親像水 2. 有心 無情 3. 風亂吹 情亂飛 4. 溫柔的錯誤 5. 揀一天落雨暝 6. 決心要愛你 7. 感恩的心 8. 一生交給你 9. 傷心風 傷心雨 10. 無你的相思 |
| 1996年10月28日 | 好好愛一場                     | 飛碟                  |          | 曲目 1. 好好愛一場 2. 珍惜 3. 決定 4. 窗台 5. 伴侶 6. 邊緣 7. 愛情讓人有點怪 8. 想自己 9. 手心的夢 10. 現在永遠 |
| 1997年9月11日  | 情歌記事簿                     | 華納飛碟              | 精选集   | 曲目 1. 浮水印 2. 心雨 3. 我對你好不好 4. 真情最難留 5. 何年何月再相逢 6. 再見別離 7. 秋水長天 8. 庭院深深 9. 恍然明白 10. 歲歲月月年年 11. 分手 12. 心疼 13. 又怕說又想說 14. 淚痕 15. 心事                                                                                                |
| 1998年1月13日  | 李碧華聲記號-碧華的音樂課本    | 華納飛碟              |          | 曲目 1. 憶兒時 2. 念故鄉 3. 清平調 4. 野宴 5. 菩提樹 6. 往事難忘 7. 科羅拉多之夜 8. 靜夜星空 9. 鱒魚 10. 花 11. 卡布里島 12. 小白花 |
| 1998年1月13日  | 李碧華聲記號-碧華的民歌時代    | 華納飛碟              |          | 曲目 1. 你的歌 2. 我曾經來過 3. 漁樵問答 4. 何年何月再相逢 5. 子夜徘徊 6. 思念總在分手後 7. 一顆沙粒 8. 再見別離 9. 釵頭鳳 10. 風 11. 海裡來的沙 12. 午後的雷雨 |
| 2006年         | 福建名曲经典1（台语）          | MUSIC VALLEY SDN.BHD. | 精选系列 | 曲目 1. 雨夜花 2. 六月茉莉 3. 心酸酸 4. 望春风 5. 补破网 6. 双雁影 7. 姐妹爱 8. 满山春色 9. 月夜叹 10. 思念故乡 11. 望你早归 12. 阮不知啦 13. 春风吻上我的脸 14. 别说你依然爱我 15. 留不住你的温柔 16. 前奏以后 17. 有缘                                                                    |
| 2006年         | 福建名曲经典2（台语）          | MUSIC VALLEY SDN.BHD. | 精选系列 | 曲目 1. 白牡丹 2. 相思海 3. 满面春风 4. 港边惜别 5. 思想起 6. 孤恋花 7. 南部恋曲 8. 春风歌声 9. 秋怨 10. 黄昏再会 11. 心茫茫 12. 恒春民谣 13. 春 14. 别走我的爱 15. 不再拥有 16. 无由 17. 别说再见                                                                                          |
| 2021/9/18      | 李碧華 精選集                  | 海山                  | 精選集   | 曲目 1. 神話 2. 夢的衣裳 3. 聚也依依散也依依 4. 聚散兩依依 5. 走一步停一步 6. 牽著你的小手 7. 午後的雷雨 8. 揮手再見 9. 鄉土的呼喚 10. 流浪的港灣 11. 洛水無痕 12. 柔 13. 迷人的地方 14. 我愛秋蓮 15. 探戈小黑貓 16. 情人的花雨傘                                                           |